# Mimagoniates barberi
Mimagoniates barberi és una espècie de peix de la família dels caràcids i de l'ordre dels caraciformes.

## Morfologia
- Els mascles poden assolir 3,5 cm de llargària total.[2]

## Hàbitat
Viu en zones de clima subtropical entre 20 °C - 24 °C de temperatura.

## Distribució geogràfica
Es troba a Sud-amèrica: Paraguai.